# Ilex pubescens
Ilex pubescens är en järneksväxtart som beskrevs av William Jackson Hooker och Arn. Ilex pubescens ingår i släktet järnekar, och familjen järneksväxter. Utöver nominatformen finns också underarten I. p. kwangsiensis.